# مایکل مارکس
مایکل مارکس (روسی: Михаил Маркс؛ زاده ۱۸۵۹ - درگذشته ۳۱ دسامبر ۱۹۰۷) کارآفرین، بازرگان و مدیر ارشد اجرایی بریتانیایی بلاروس‌تبار بود، که شرکت مارکس اند اسپنسر را تأسیس نمود.